# プラウベルのカメラ製品一覧
プラウベルのカメラ製品一覧はドイツのプラウベル、またそのブランドを買収したドイインターナショナルから販売されたカメラ製品の一覧である。

## ドイツ時代の製品

### 写真乾板使用カメラ
競合製品としてイカのベベ、ゲルツのテナックスがあるが、マキナが一番頑丈で使いやすい。
- マキナ（Makina 、1911または1912年発売） - オリジナルマキナ、ベビーマキナとも呼ばれる。4.5cm×6cm（アトム）判写真乾板。レンズはアンチコマー（Anticomar ）7.5cmF4.2またはアンチコマー7.5cmF3またはアンチコマー7.5cmF2.8固定。
- ステレオマキナ45×107（1911または1912年発売） - 4.5×10.7cm判写真乾板[1]。
- ステレオマキナ6×13（1926年発売） - 6×13cm判写真乾板[1]。構造はステレオマキナ45×107と同様。

#### ビトウィーンレンズシャッターマキナシリーズ
6.5×9cm（大名刺）判写真乾板またはパックフィルム。アダプターにより120フィルムも使用できる。

##### ビトウィーンレンズシャッターマキナボディー
- マキナI（Makina I 、1920年発売） - 初期型はアンチコマー（Anticomar ）10cmF4.2またはアンチコマー10cmF3.2固定、後期型はレンズが交換できるようになった。フレームファインダーと逆ガリレオファインダーが併設されている。ピントグラスも可能。1935年製造中止。創業間もない千代田光学（後ミノルタを経て現コニカミノルタ）が参考にしてオートミノルタ等を製造している[1]。
- マキナII（Makina II 、1933年発売[1]） - 距離計連動、閃光電球のシンクロ接点を装備し高い評価を得た[1]。
- マキナIIa（Makina IIa 、1933年発売） - アンチコマー（Anticomar ）10cmF4.2またはシュナイダー・クロイツナッハ製クセナー（Xenar ）10cmF4.5固定。
- マキナIIb（Makina IIb 、1933年発売） - アンチコマー（Anticomar ）10cmF4.2固定。

##### ビトウィーンレンズシャッターマキナ用レンズ
レンズ固定のモデルには使用できない。
- ラピッドヴァイトヴィンケルオルサー（Rapid Weitwinkel Orthar ）7.3cmF6.8 - 刻印は「Rap. Weitw. Orthar」。
- アンチコマー（Anticomar ）10cmF4.2
- ズープラコマー（Supracomar ）10cmF3.9
- アンチコマー（Anticomar ）10cmF3.2
- アンチコマー（Anticomar ）10cmF2.9 - 3群3枚。1932年頃まで生産された。
- アンチコマー（Anticomar ）10cmF2.9 - 3群4枚。1932年頃から生産された。
- テレマキナー（Tele Makinar ）21cmF5.4
- テレマキナー（Tele Makinar ）21cmF6.3
- テレペコナー3（Tele Peconar 3 ）

#### ビハインドレンズシャッターマキナシリーズ
ビトウィーンレンズシャッターマキナとレンズの互換性はない。6.5×9cm（大名刺）判写真乾板またはパックフィルム。アダプターにより120フィルムも使用できる。当時例のないレンズシャッターによるレンズ交換可能なシステムであった。

##### ビハインドレンズシャッターマキナボディー
- マキナIIS（Makina IIS 、1936年[1]） - Goetz Schrader設計。距離計には連動しない[1]。
- マキナIII（Makina III 、1949年発売[1]） - 全シャッタースピードで閃光電球が発光するシンクロ接点を装備、「フルシンクロ」[1]。
- マキナIIIR（Makina IIIR 、1953年発売） - 最高速1/400秒のコンパーラピッドを装備する。

##### ビハインドレンズシャッターマキナ用レンズ
- ラピッドヴァイトヴィンケルオルサー（Rapid Weitwinkel Orthar ）7.3cmF6.8 - 刻印は「Rap. Weitw. Orthar」。
- アンチコマー（Anticomar ）10cmF4.2
- アンチコマー（Anticomar ）10cmF2.9 - 3群4枚。当時としては非常に明るいレンズだった[1]。
- テレマキナー（Tele Makinar ）19cmF4.8
- テレマキナー（Tele Makinar ）19cmF6.3
- テレペコナー3S（Tele Peconar 3S ）

### 120フィルム使用カメラ

#### ローロップ
6×4.5cm判または6×6cm判の蛇腹カメラ。
- ローロップI（Roll-Op I ） - ピント合わせはヘリコイドによる。レンズはアンチコマー（Anticomar ）7.5cmF2.8。
- ローロップII（Roll-Op II ） - 距離計連動になった。

### 127フィルム使用カメラ
- マキネッテ（Makinette 、1930年代） - 3×4cm（ヴェスト半裁）判[2]。装着レンズはレンズシャッターを組み込んだレンズとしては常識外に高速であったズープラコマー（Supracomar ）F2またはアンチコマー（Anticomar ）5cmF2.7[2]。裏蓋が全部外れるためフィルムの装填が楽である[2]。

### シートフィルム使用カメラ
- ペコフレックス（Pecoflex ） - ビューカメラであるペコジュニアの後部にマキフレックス様のミラー装置を取り付け一眼レフカメラとしたもの[3]。カメラ右側には撮影枚数のカウンターがあり、10,000枚までカウントできる[3]。シャッターは5秒までスローがあり、セルフコッキングではない[3]。レンズはマキフレックスと共用[3]。蛇腹が取り外せる。ダブルレリーズで半自動絞り。
- マキフレックス（Makiflex 、1962年発売） - 一眼レフカメラ。ピント合わせはラック・アンド・ピニオン。レンズはペコフレックスと共用。半自動絞り。
- ペコジュニア（Peco Junior ） - 6×9cm判モノレールビューカメラ。
- ペコプロフィア（Peco Profia ）8×10S - 8×10in判モノレールビューカメラ。
- プロフィアS（Profia S ） - モノレールパイプφ40mmのビューカメラ。4×5in判、5×7in判、8×10in判がある。
- プロフィアV（Profia V ） - 角形レールを使用した普及版モノレールビューカメラ。4×5in判、5×7in判がある。
- ペコプロフィアZT（Peco Profia ZT ） - ラック・アンド・ピニオン式モノレールビューカメラ。4×5in判だが5×7in判、8×10in判に変更可能。
- ペコプロフィアNT（Peco Profia NT ） - ZTのラックピニオンをフリクションドライブ式に変更した普及版モノレールビューカメラ。4×5in判だが5×7in判、8×10in判に変更可能。

## 日本時代の製品

### 120フィルム使用カメラ
ドイカメラの社長であって熱心なドイツカメラマニアとしても知られる土居君雄が戦前からクラップカメラマキナやビューカメラペコジュニアを製造していたドイツの名門カメラメーカープラウベルを復興すべく買収し日本光学工業（現ニコン）製のレンズ「ニッコール」を装着して発売したのがマキナ67シリーズであり、また超広角ハンドカメラ、プラウベル69Wプロシフトも企画製造販売された。
- マキネッテ（Makinette 、1976年発表） - 買収後発売するカメラの試作品として当初ドイツ側が設計製作した6×7cm判カメラ。レンズはニッコール80mmF2.8、絞り優先AE[4]。しかし土居君雄はこれに納得せず開発も日本で行うこととした。
- プラウベルマキナ67（Plaubel Makina 67 、1978年発表、1979年発売） - 6×7cm判。ニッコール80mmF2.8を固定装着する。アタッチメントφ58mmねじ込み。ボディー部分の設計は小西六（現コニカミノルタ）の内田康男。
- プラウベルマキナ67W（Plaubel Makina 67W 、1982年発売） - 6×7cm判。生産台数約3500台。プラウベルマキナ67の広角レンズ装着版で、ワイドニッコール55mmF4.5を固定装着する。
- プラウベルマキナ670（Plaubel Makina 670 、1984年発売） - 6×7cm判。ニッコール80mmF2.8。220フィルムに対応した。
- プラウベル69Wプロシフト（Plaubel 69W Proshift ） - 6×9cm判。フィルムホルダーはマミヤプレス用を流用。レンズはシュナイダー・クロイツナッハ製4群8枚構成のスーパーアンギュロンMC47mmF5.6を固定装着。最短撮影距離0.5m。アタッチメントはφ52mmねじ込みだがφ77mmねじ込みに変更するステップアップリングAR-1が付属する。ピント合わせは目測。×0.4ビューファインダーとスポーツファインダーを並装し、その両方がレンズシフトに対応しパララックス補正する。フォーカシングは目測、ヘリコイド式、2.5mにクリックストップがある。周辺光量の落ち込みを補正する、優れたセンターフィルタも用意されていた。土居君雄と当時のマミヤ光機の石田外男社長が旧友だった縁からこのカメラの設計製造はマミヤ光機（現マミヤ・オーピー）が担当した。

### その他
- プラウベルSSTベローズ - マウント交換によりライカ判の各社一眼レフカメラに使用できる。ビューカメラ並みのアオリ機構を備え、専用のレンズを使用すれば無限遠から等倍まで撮影可能。前枠のシフト左右各20mm、スイング40°、ティルト上下各40°、ライズ/フォール各40mm。後枠のティルト上20°下40°。カメラボディーはペンタックスK、M42、オリンパスOM、キヤノンFD、コニカAR、ニコンF、ミノルタMD、ヤシカ/コンタックスの各種、レンズはライカマウント、#0レンズシャッターも使用可能。専用レンズは4群5枚105mmF3.5でイメージサークルφ90mm、アタッチメントはφ49mmねじ込み。